# Ellen Gleditsch
Ellen Gleditsch, född 29 december 1879 i Mandal, Norge, död 5 juni 1968, var en norsk kemist. Hon var brorsdotter till Jens Gran Gleditsch.

## Biografi

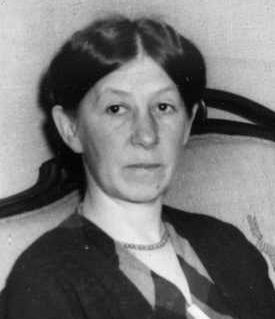
Ellen Gleditsch cirka 1935.

Gleditsch började efter sina gymnasiestudier arbeta som apoteksassistent, där hon samtidigt kunde arbeta för en icke-akademisk examen inom kemi och farmakologi år 1902. År 1905 klarade hon med stöd av sin mentor Eyvind Bødtker inträdesprovet till universitet, men valde att börja studera i Paris.
Efter att ha startat sin karriär inom farmakologi fortsatte hon vid Sorbonne med studier av radioaktivitet och arbetade i Marie Curies laboratorium åren 1907 till 1912. Där utvecklade hon en teknik som kallades fraktionerad kristallisering, vilken kunde användas för att rena radium. Hon tillbringade fem års analysarbete tillsammans med Curie och återvände även efter att ha lämnat laboratoriet för att övervaka experimenten. År 1911 avlade hon en licentiatexamen vid Sorbonne och tilldelades en lärarplats vid Universitetet i Oslo. Efter att ha arbetat ett år tilldelades hon det första stipendiet som någonsin givits till en kvinna av den amerikansk-skandinaviska föreningen för att studera i USA, men avvisades av båda de skolor där hon sökte en studieplats.
Trots att Gleiditsch blivit avvisad kunde hon börja arbeta på Bertram Boltwoods laboratorium vid Yale University, där hon mätte halveringstiden för radium, vilket skapade en standardmetod för mätning som sedan användes i många år. En av de forskare som först hade avvisat henne ifrån Yale, författade två artiklar tillsammans med henne och i juni 1914 tilldelade Smith College henne ett hedersdoktorat för hennes arbete.  Åren 1913–1914 var hon tillbaka vid universitetet i Oslo och blev den andra kvinnan som valdes in i Norska vetenskapsakademin 1917. Under 1920-talet gjorde Gleditsch flera resor till Frankrike för att hjälpa Curie, liksom en resa till Cornwall för att undersöka en gruva där.
År 1919 grundade Gleditsch Norska kvinnornas akademiska förening, med syfte på utveckling av vetenskapen och de förhållanden som kvinnliga forskare arbetade under. Hon fungerade som organisationens president från 1924 till 1928  och anslöt sig till International Federation of University Women år 1920. Hon var organisationens president från 1926 till 1929  och arbetade för stipendier för att göra det möjligt för kvinnor att studera utomlands.
Trots att hennes utnämning som professor i Oslo 1929 orsakade kontroverser, startade hon där framgångsrikt en forskargrupp inom radioaktivitet. Under 1930-talet fortsatte hon att producera artiklar på engelska, franska, tyska och norska. Hon var också värd för en rad radioprogram för att främja och popularisera vetenskapliga studier.
Gleiditsch lämnade universitetet 1946 och började arbeta inom Unesco för att stoppa analfabetismen. År 1949 deltog hon aktivt i arbetsutskottet och 1952 gav hon namn åt den norska kommission som arbetar för att kontrollera användningen av kärnvapen. Samma år avgick hon från UNESCO i protest över att Spanien under Francos fascistiska regim antagits som medlem. År 1962, vid 83 års ålder, fick hon ett hedersdoktorat vid Sorbonne, som den första kvinnan som fick denna ära.